# RAF Brize Norton
RAF Brize Norton (engelska: Royal Air Force Brize Norton) är den största flygbasen i Storbritannien.   Den ligger i grevskapet Oxfordshire. Basen öppnade 1937 och har 2018 en personal om cirka 5 800 personer.

## Geografi
RAF Brize Norton ligger cirka 20 km väster om Oxford, 88 meter över havet.